# Veronika, der Lenz ist da

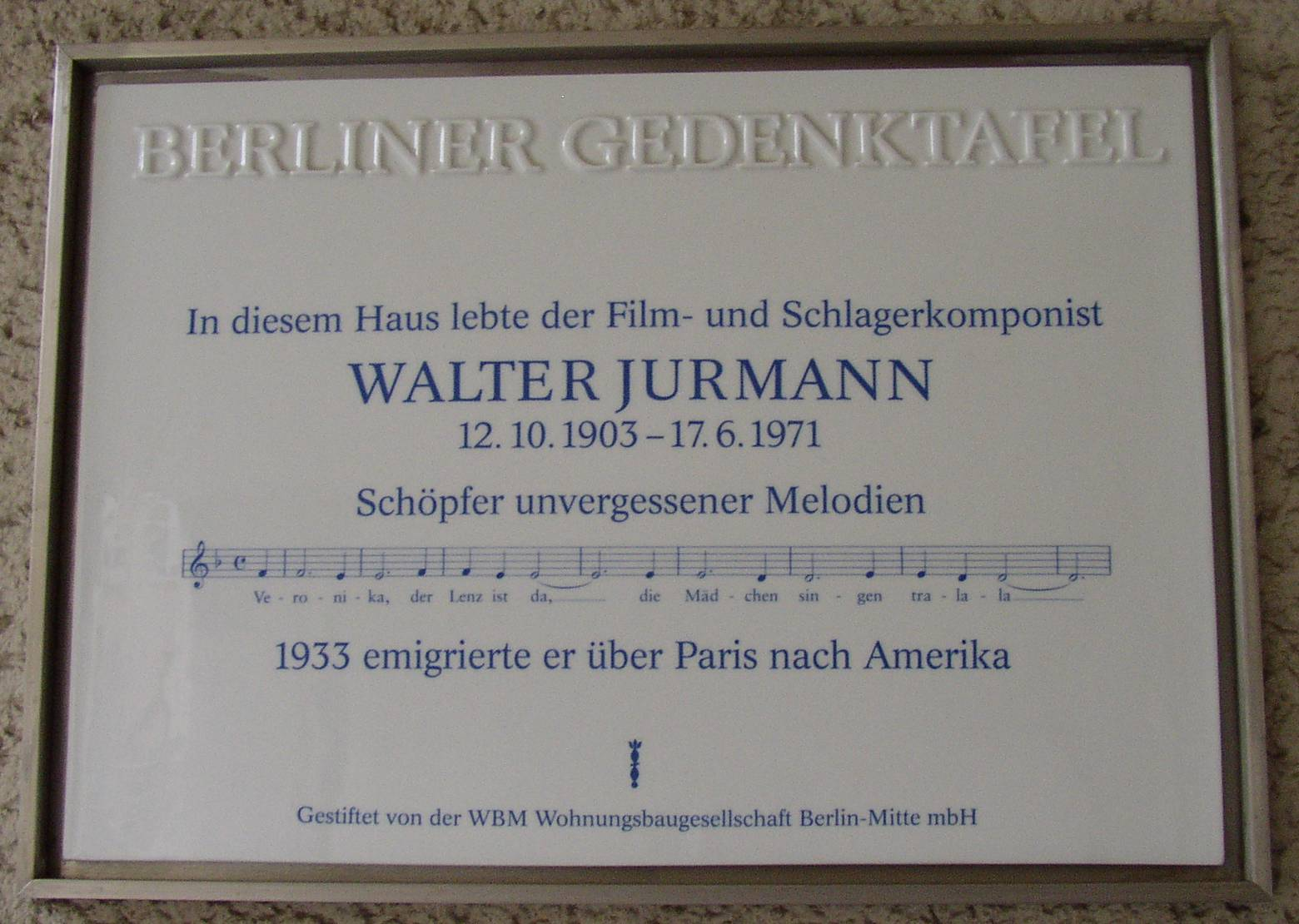
Même article mais dans d'autres langues

Veronika, der Lenz ist da (Veronica, le printemps est là) est une chanson populaire créée par Walter Jurmann dans les années 1920. Reprise d'innombrables fois, la version la plus connue est probablement celle du sextuor allemand des Comedian Harmonists en 1930.